# Кілмарнок
Кілма́рнок (англ. Kilmarnock, шотл. Kilmarnock, шотл. гел. Cill Mheàrnaig) — місто на заході Шотландії, адміністративний центр області Східний Ейршир. Річка Ервінг тече через місто.
Населення міста становить 44 030 осіб (2006).

## Історія
Назва міста Кілмарнок має гальське походження і складається з двох частин: cill — церква та імені святого Марнока. Проте це не єдина версія назви міста. Вона також може походити з трьох інших гальських слів: mo — мій, Erman — ім'я святого і зменшувальна частинка — ag, такі й сполучення складають іншу версію назви міста — «Церква мого маленького Ермана». За деякими свідченнями, у VII столітті святий заклав тут церкву, що дало поштовх для подальшої розбудови міста. На сьогоднішній день в місті існують 12 церков, які належать до Шотландської парафії. У місті присутні й інші конфесії. У 2005 році житель Клімарнока, преподобний Девід У. Лейсі, міністр місцевої Андерсонської церкви, був обраний Модератором Генеральної Асамблеї Шотландської церкви.
Центр міста почав формуватися навколо церкви Лей Крик. У цьому районі Кілмарнока зосереджена архітектура, що датується XVII століттям. У 1668 році більшість будинків була знищена великою пожежею, що охопила місто. Внаслідок лиха близько 120 сімей втратили своє майно й вимушені були йти жити в поля на околицях. Це, у свою чергу, сприяло розширенню територій Кілмарнока. Сім'ї, які зазнали збитків, перебували в дуже скрутному матеріальному становищі й знаходилися на межі виживання. Ситуація була настільки тяжка, що всі парафіяльні церкви Шотландії оголосили про збір коштів для підтримки нужденних.
До промислової революції Кілмарнок був селищем, проте з 1800 року все змінилося. У місті почала розвиватися текстильна промисловість та важке машинобудування. Промислова революція внесла свої корективи й до розвитку окремих районів міста. Так з'явилася Кінг-стріт, Сент-Мернок стріт і дещо пізніше — Джон Фінні стріт. Остання, зокрема, визнана однією з найкрасивіших вулиць Шотландії у вікторіанському стилі.